# Naissance en 889
Naissance
- 885
- 886
- 887
- 888
- 889
- 890
- 891
- 892
- 893

Cette page dresse une liste de personnalités nées au cours de l'année 889 :
- 7 janvier : Li Bian (en), fondateur et premier empereur des Tang du Sud.
- Abou Issa al-Warraq, érudit et critique de l'Islam.
- Liu Yan (en), empereur durant la période des Cinq Dynasties et des Dix Royaumes (Han du Sud)
- Minamoto no Kintada, poète de waka du milieu de l'époque de Heian et un noble japonais.

## Crédit d'auteurs
- Cet article est partiellement ou en totalité issu de l'article intitulé « 889 » (voir la liste des auteurs).